# Nagqu (häradshuvudort i Kina, Tibet Autonomous Region, lat 31,40, long 92,00)
Nagqu (kinesiska: 那曲镇, 那曲) är en häradshuvudort i Kina. Den ligger i den autonoma regionen Tibet, i den sydvästra delen av landet, omkring 210 kilometer nordost om regionhuvudstaden Lhasa. Antalet invånare är 50 530. Befolkningen består av 23 756 kvinnor och 26 774 män. Barn under 15 år utgör 24,0 %, vuxna 15-64 år 72 %, och äldre över 65 år 3,0 %.
Runt Nagqu är det mycket glesbefolkat, med 5 invånare per kvadratkilometer. Nagqu är det största samhället i trakten. Trakten runt Nagqu består i huvudsak av gräsmarker.